# Misuri (reka)
Misúri (izvirno angleško Missouri River) je pritok Misisipija v ZDA.
Misuri prične teči v stičišču rek Madison, Jefferson in Gallatin v Montani, izlije pa se v Misisipi severno od St. Louisa v Misuriju.
Dolga je okoli 3725 km in je tako druga najdaljša reka v ZDA; njeno porečje zajame okoli šestine Severne Amerike. Rečni sistem Misuri-Misisipi je četrta najdaljša reka na svetu.